# Port Giles
Port Giles is een plaats in de Australische deelstaat Zuid-Australië.